# Дитрих I фон Рункел
Дитрих I фон Рункел (на немски: Dietrich I von Runkel; * ок. 1204; † сл. 1226) от Дом Рункел е господар на Рункел и Вестербург (1221 – ок. 1226).
Той е третият син на Зигфрид III фон Рункел-Вестербург († сл. 1227) и дъщерята на граф Емих II фон Лайнинген († 1141).
Най-големият му брат Зигфрид IV фон Рункел († 1266) e господар на Рункел и Вестербург.

## Фамилия
Дитрих I се жени и има децата:
- Зигфрид V фон Рункел († сл. 1289), женен пр. 17 декември 1263 г. за Маргарета фон Вайлнау  († сл. 1277)
- Вилхелм (fl 1270/1296)
- Елизабет, абатиса на „Св. Урсула“, Кьолн (1281 – 1298)
- Бела, каноник в Есен (1302 – 1327)
- Герхард